# Protrusió discal
Una protrusió discal és una afecció mèdica que pot aparèixer en alguns vertebrats, inclosos els humans, en què les capes més externes de l'anell fibrós dels discs intervertebrals de la columna vertebral estan intactes, però sobresurten quan un o més dels discs estan sota pressió.
Les protrusions discals, vistes en la ressonància magnètica, poden no estar relacionades amb cap símptoma i són només protuberàncies de l'anell fibrós. Jensen i els seus col·legues, en un estudi de ressonància magnètica de la columna lumbar en 98 adults asimptomàtics, van trobar que en més de la meitat hi havia una extensió simètrica d'un disc (o discs) més enllà dels marges de l'espai intervertebral (inflor). En un 27% dels casos, hi havia una extensió focal o asimètrica del disc més enllà del marge de l'espai intersomàtic (protrusió), i només en un 1% hi havia una extensió més extrema del disc (extrusió o segrest = hèrnia discal). Aquestes troballes emfatitzen la importància d'utilitzar termes precisos per descriure les anomalies de la imatge i avaluar-les estrictament en el context dels símptomes del pacient.
Una protrusió discal pot progressar a una hèrnia discal, una afecció en què hi ha un esquinç a l'anell fibrós. La zona més comuna on es produeix una protrusió discal és a la columna lumbar, concretament a L5-S1.